# Anita Hudl
Anita Hudl, pesnica, pisateljica, igralka, režiserka, urednica, * 1946, Kamnik, Slovenija, † 1. oktober 2012, Celovec.

## Življenje
Po študiju slovenščine na Filozofski fakulteti v Ljubljani in se je Anita leta 1968 preselila na avstrijsko Koroško, kjer se je poročila z Jožetom Hudlom, Šteklovim iz Globasnice, in štirideset let delovala na kulturnem in literarnem področju. Z možem sta živela v Nonči vasi pri Pliberku. Anita Hudl je pisala tekste za kabaret in pripovedno prozo ter liriko. Številne med njimi se navezujejo na problematiko koroških Slovencev in tujih priseljencev v Avstriji, poleg tega pa pripovedujejo tudi o življenju drugih ranljivih skupin v sodobni družbi. Svoje pripovedi in pesmi je objavila v dveh knjigah z naslovoma "Slike samostanskega vrta" in "Navadne zgodbe" ter v številnih revijah, antologijah in drugod. Delala je tudi kot igralka in režiserka. Uspešno se je angažirala za igralsko skupino »Oder 73«, ki jo je ustanovila leta 1973 in jo vodila skoraj 40 let. Zanjo je pisala tudi besedila. Objavljala je v revijah in antologijah, pisala pa je tudi pesmi v podjunskem dialektu. Za pesem »Anzej« je leta 1983 prejela na festivalu narečnih popevk v Mariboru drugo nagrado. Bila je gonilna moč Slovenskega prosvetnega društva Edinost Pliberk in na oder med drugim postavila igro Stara gardo, ob stoletnici društva leta 2009 pa režirala Foersterjevega Gorenjskega slavčka. 
Anita Hudl je urejala literarno-kritično revijo Rastje, ki jo izdaja Društvo slovenskih pisateljev in pisateljic, publicistov in publicistk, prevajalk in prevajalcev v Avstriji, kjer je bila tudi prva predsednica. 

#### Proza in lirika
- Slike samostanskega vrta. Proza. Ljubljana: Mladinska knjiga, 1977. 46 str.
- Navadne zgodbe. Pesmi in črtice. Ilustriral Tomaž Hudl. Celovec: Mohorjeva, 1994. 67 str.

#### Kabaret in igre
- šel je popotnik skozi koroški vek. Kabarett, Pliberk 1974.
- 1 x 1 = 1. Kabarett, Pliberk 1976.
- Na Koroškem nič novega. Kabarett.
- Zgodbe z ulice Na Jasi. Glasbena igra za otroke.
- Jan in Žan. Glasbena igra za otroke.
- Dvanajst čarovnic in ena. Glasbena igra za otroke.
- Zares čudna šola. Glasbena igra za otroke.

#### Nagrade
- Zlata Linhartova značka za režijo, 1976